# سیلوانه
سیلوانه یا سیلوانا شهری در بخش سیلوانا شهرستان ارومیه استان آذربایجان غربی است.

## موقعیت
این شهر در جنوب غربی استان آذربایجان غربی و در فاصله ۳۰ کیلومتری غرب شهرستان ارومیه و در دامنه ارتفاعات بلند مشرف بر خط مرزی ایران و ترکیه و در قسمت میانی ان واقع شده‌است. سیلوانا از شرق به شهر ارومیه و با دهستان باراندوز در روضه چای از توابع بخش مرکزی ارومیه و از غرب با شهر شمزینان ترکیه و از شمال با شهر سرو و دهستان برادوست از بخش صومای برادوست از سمت جنوب در داخل کشور با منطقه دشتبیل شهرستان اشنویه نیز با منطقه خاکورک کردستان عراق محدود می‌شود.

## نام گذاری
سیلوانه (سیلوانا) کلمه‌ای با ریشه‌ای ایتالیایی باستانی و به معنی جنگل و بیشه سبز است.

## رتبه در استان
شهر سیلوانا مرکز بخش سیلوانا بزرگترین بخش استان است. بر پایه سرشماری عمومی نفوس و مسکن در سال ۱۳۹۵، با جمعیت ۶۰٬۳۶۸ نفر بزرگترین و پرجمعیت ترین بخش استان بوده و جمعیت آن از ۷ شهرستان زیر بیشتر است.
- منبع:فهرست شهرستان‌های استان آذربایجان غربی

| ردیف | شهرستان | مرکز         | جمعیت سال ۱۳۹۵ | سال تأسیس |
| ---- | ------- | ------------ | -------------- | --------- |
| ۱    | شوط     | شوط          | ۵۵٬۶۸۲         | ۱۳۸۶      |
| ۲    | چایپاره | قره‌ضیاءالدین | ۴۷٬۲۹۲         | ۱۳۸۶      |
| ۳    | چالدران | سیه‌چشمه      | ۴۵٬۰۶۰         | ۱۳۷۵      |
| ۴    | پلدشت   | پلدشت        | ۴۲٬۱۷۰         | ۱۳۸۶      |
| ۵    | ميرآباد | میرآباد      | ۲۹٬۴۹۸         | ۱۴۰۱      |
| ۶    | چهاربرج | چهاربرج      | ۲۶٬۲۱۹         | ۱۴۰۰      |
| ۷    | باروق   | باروق        | ۲۲٬۳۸۵         | ۱۴۰۰      |

## محصولات کشاورزی
وجود زمین‌های آبی و دیمی مستعد در منطقه، آب‌های فراوان زیرزمینی و جاری، اقلیم کوهستانی، بارندگی مناسب سالیانه، طبیعت زیبا و همیشه سرسبز و وجود راه‌های ارتباطی فراوان با شهرستان‌ها و کشورهای همجوار زمینه مناسبی برای کشت محصولاتی همچون گندم، نخود و جو و لوبیا، عدس، سیب زمینی و سیفی جات، پیاز، گوجه فرنگی، توتون و… ایجاد کرده‌است.
با در نظر گرفتن شرایط آب و هوا و اقلیم سیلوانا، این شهر در زمینه باغداری نیز دارای ظرفیت‌های زیادی می‌باشد از جمله آن می‌توان به باغهایی همچون سیب، گلابی، گردو، زردآلو، گیلاس، آلوچه، هلو، به و همچنین درختانی نظیر سیب وحشی، گلابی وحشی، بوتهٔ سماق، گردو، بلوط، زالزالک، بادام وحشی، سنجد و … اشاره کرد.

## صنایع دستی و محصولات دامی
صنایع دستی منطقه شامل فرش، گلیم، جاجیم، کلاه و جوراب پشمی و نیز انواع فرآورده‌های لبنی مانند ماست، پنیر، کره، روغن حیوانی و پشم از محصولات دامی اشاره نمود.